# Česká kultura
Česká kultura je pojem, který označuje kulturní projevy jednak Čechů (doma i v cizině), jednak v českém jazyce, případně na území nynější České republiky (Česka). V užším slova smyslu jde o projevy umělecké, v tradičních uměleckých oborech jako je literatura, divadlo, film, sochařství, malířství, umělecká fotografie, hudba, architektura apod. V širším slova smyslu může pojem zahrnovat i obecnější kolektivní projevy jako jsou jazyk, věda, právo, folklór, zvyky, tradice, svátky, rituály, místní gastronomie, populární kultura, móda, zábava, komunikační normy apod.

## Literatura

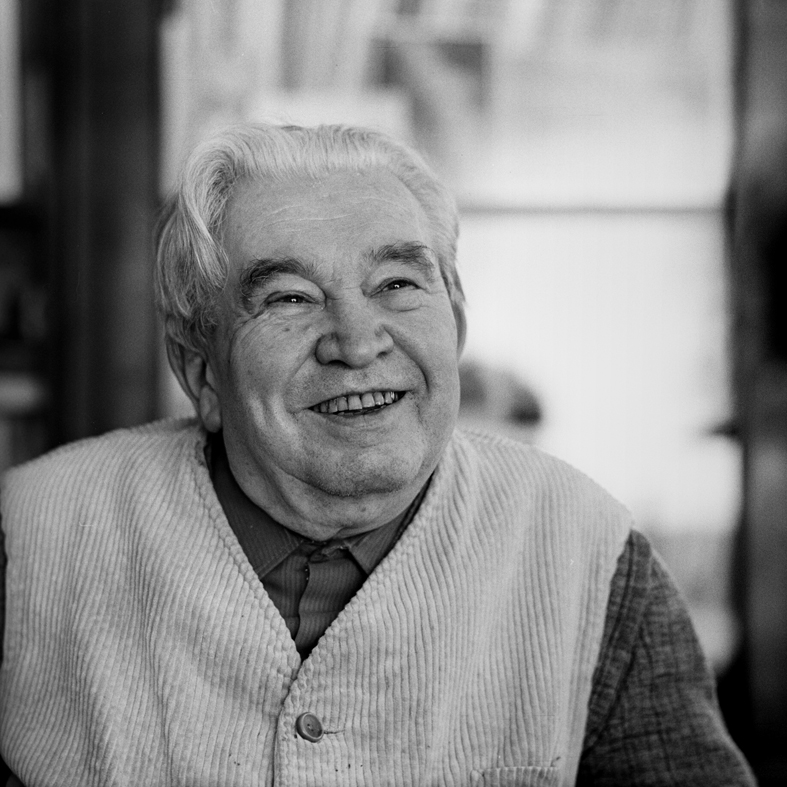
Jaroslav Seifert, jediný český nositel Nobelovy ceny za literaturu

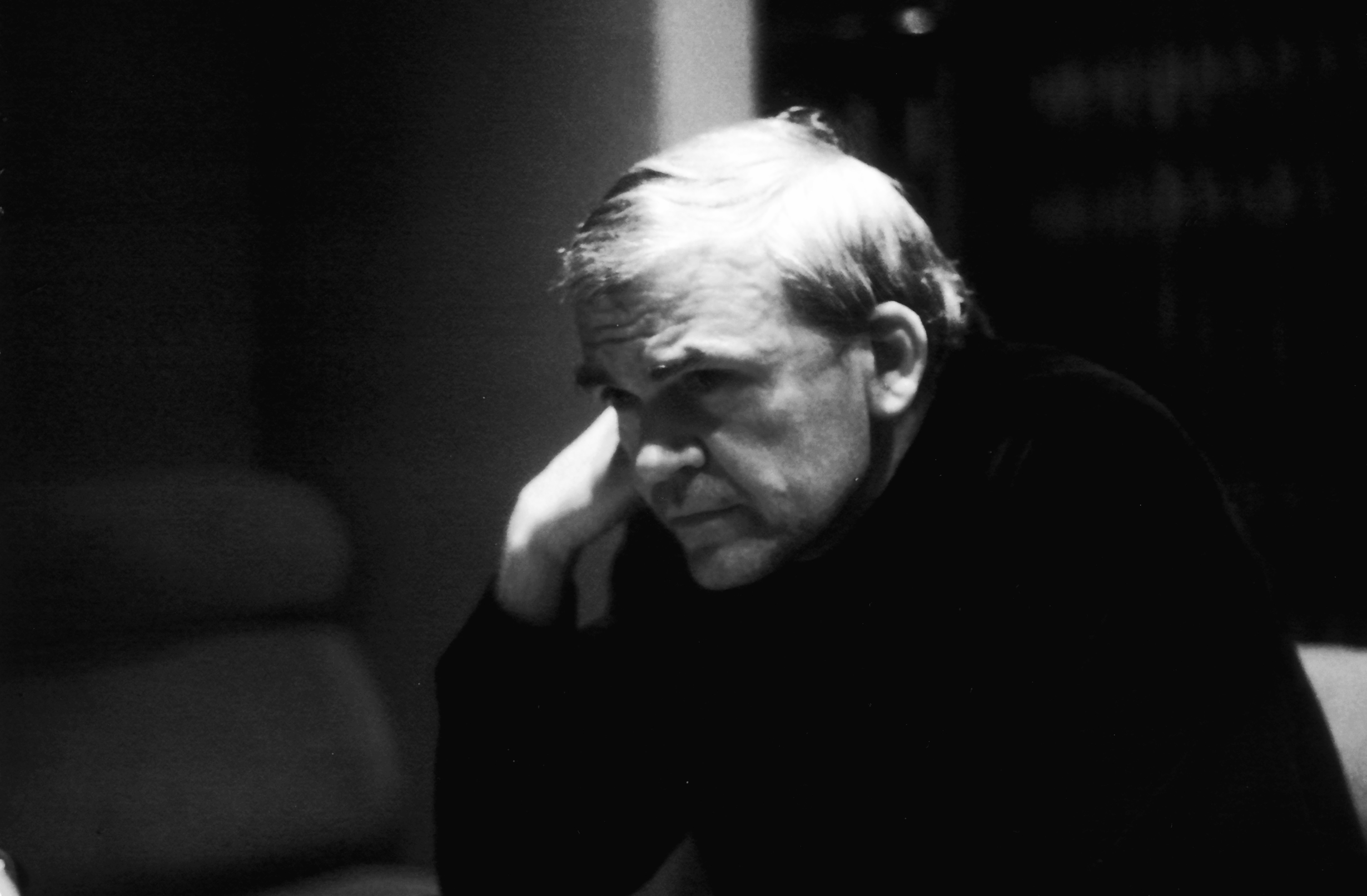
Milan Kundera

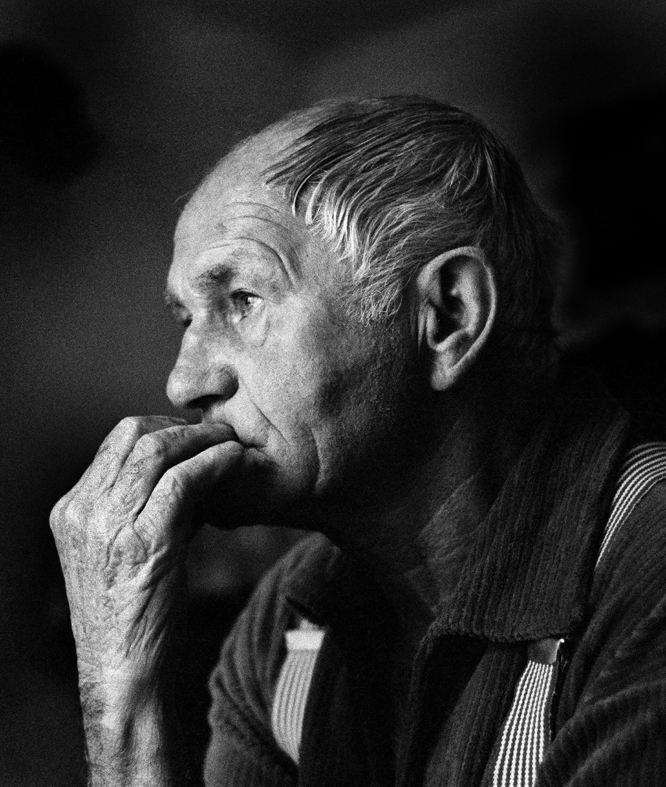
Bohumil Hrabal

## Divadlo

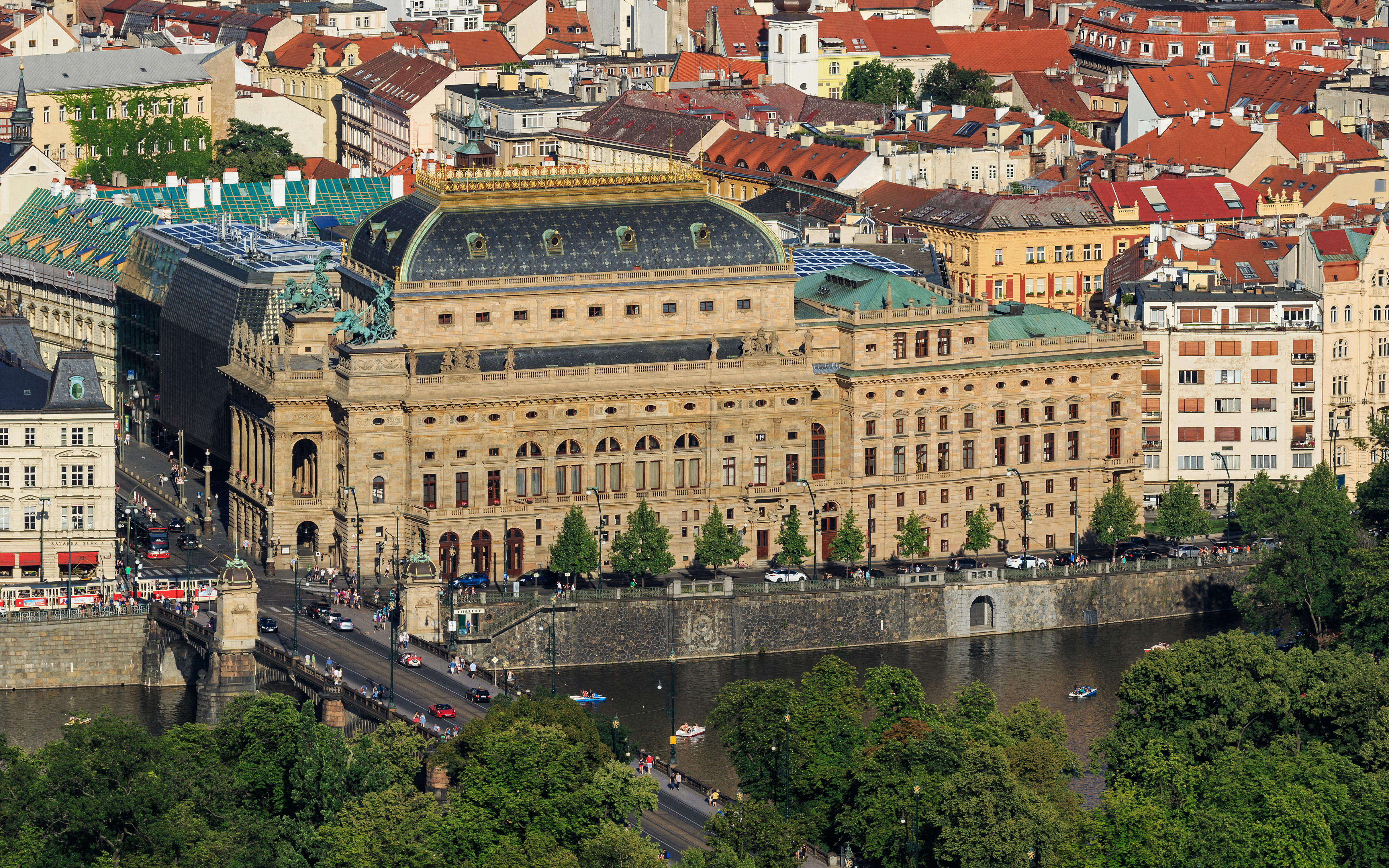
Národní divadlo nabízí operu, balet i činohru

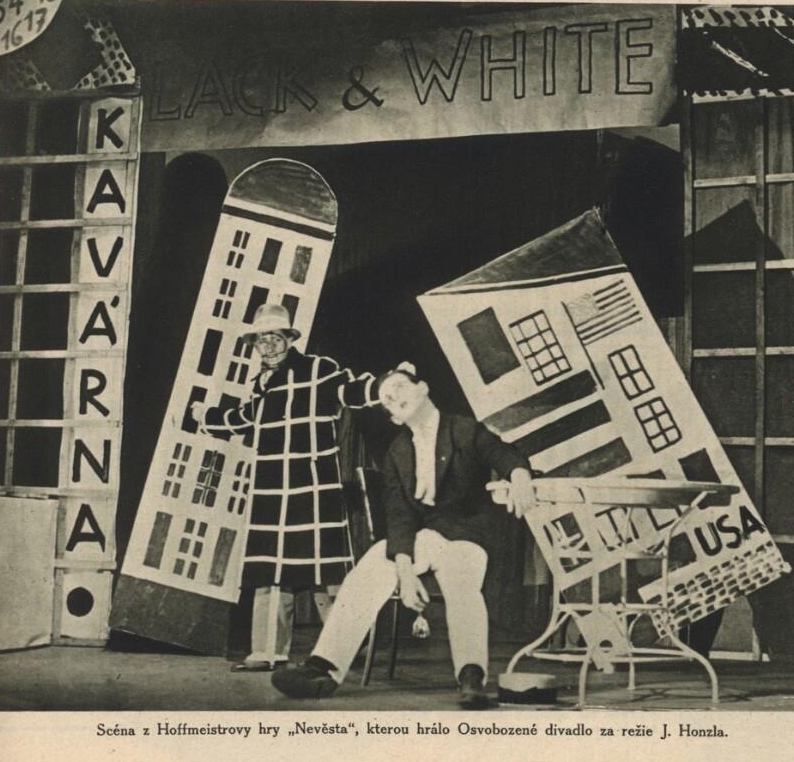
Osvobozené divadlo roku 1927

České divadelnictví má kořeny již ve středověku. Nejstarším dochovaným dramatickým dílem s využitím češtiny je zlomek česko-latinské hry ze 14. století, zvané obvykle Mastičkář. Původně šlo o jakousi mezihru v inscenaci evangelijních scén - popisuje situaci, kdy jde Ježíšova matka Marie na trh koupit vonné masti k nabalzamování mrtvého Ježíšova těla. Scéna se však stále více osamostatňovala a popisovala satiricky poměry v měšťanském prostředí.
V 19. století sehrálo divadlo výraznou roli v národním obrození (Václav Kliment Klicpera, Josef Kajetán Tyl). Emancipační snahy českého národa se v 2. polovině 19. století projevily otevřením Národního divadla v Praze v roce 1883. Národní divadlo od té doby uvádí jak opery, tak činohry. V 90. letech 19. století pronikaly do českého divadla evropské literární směry, zejména realismus, který reprezentoval Ladislav Stroupežnický, především svou vesnickou veselohrou Naši furianti, a posléze zejména bratři Mrštíkové svou Maryšou. Také Gabriela Preissová přinesla na česká jeviště silná témata (Gazdina roba, Její pastorkyňa). Za tuto moderní dramatiku bojoval zejména režisér Jaroslav Kvapil, který se též prezentoval jako dramatik (Princezna Pampeliška).
V první polovině 20. století došlo k rozvoji avantgardního divadla reprezentovaného Osvobozeným divadlem Jiřího Voskovce a Jana Wericha, nebo Emilem Františkem Burianem, Jiřím Frejkou, Jindřichem Honzlem či Jiřím Mahenem. Na světových jevištích se nejvíce prosadily hry Karla Čapka (R.U.R., Věc Makropulos), nebo Františka Langera (Periférie).
Ve druhé polovině 20. století se rozvíjela divadla malých forem jako Semafor (Jiří Suchý a Jiří Šlitr), divadlo Na zábradlí (Jan Grossman, Ivan Vyskočil), Činoherní klub (Ladislav Smoček), Husa na provázku, Ypsilonka (Jan Schmid), Divadlo Sklep či Divadlo Járy Cimrmana (Zdeněk Svěrák, Ladislav Smoljak). V 60. letech se nejúspěšnějším dramatikem stal Pavel Kohout (zejm. August, August, august), absurdní drama reprezentoval Václav Havel.

## Film
Český film dosáhl mezinárodního ohlasu zejména v 60. letech 20. století, kdy se hovořilo o tzv. československé nové vlně (Miloš Forman, Věra Chytilová, Jiří Menzel, Ján Kadár, Elmar Klos, Jaromil Jireš, František Vláčil, Vojtěch Jasný, Juraj Jakubisko, Juraj Herz, Ivan Passer, Jan Němec). Vážnější umělecké ambice se podařilo ve stejné době naplnit Karlu Kachyňovi, Otakaru Vávrovi, Jiřímu Krejčíkovi či Karlu Zemanovi.
30. až 50. léta a posléze 70. až 80. léta ovšem svědčila více populárnímu filmu než uměleckému, s nadčasovou elegancí tohoto prostoru využili třeba režiséři Bořivoj Zeman, Oldřich Lipský, Václav Vorlíček, Martin Frič a Ladislav Smoljak, scenáristé Jiří Brdečka, Miloš Macourek, Zdeněk Svěrák nebo skladatelé filmové hudby Zdeněk Liška, Luboš Fišer a Petr Hapka.
Snímky Obchod na korze (1965), Ostře sledované vlaky (1967) a Kolja (1996) získaly Oscara za nejlepší neanglicky mluvený film, šest dalších filmů se dostalo do užší nominace: Lásky jedné plavovlásky (1966), Hoří, má panenko (1968), Vesničko má středisková (1986), Obecná škola (1991), Musíme si pomáhat (2000) a Želary (2003).
Mezinárodního věhlasu došel český loutkový a animovaný film (Jiří Trnka, Hermína Týrlová, Zdeněk Miler, Jan Švankmajer, Břetislav Pojar). K této tradici patří i televizní cyklus Večerníčků, na němž spolupracovali i přední výtvarníci jako Adolf Born, Zdeněk Smetana či Vladimír Jiránek.

## Hudba

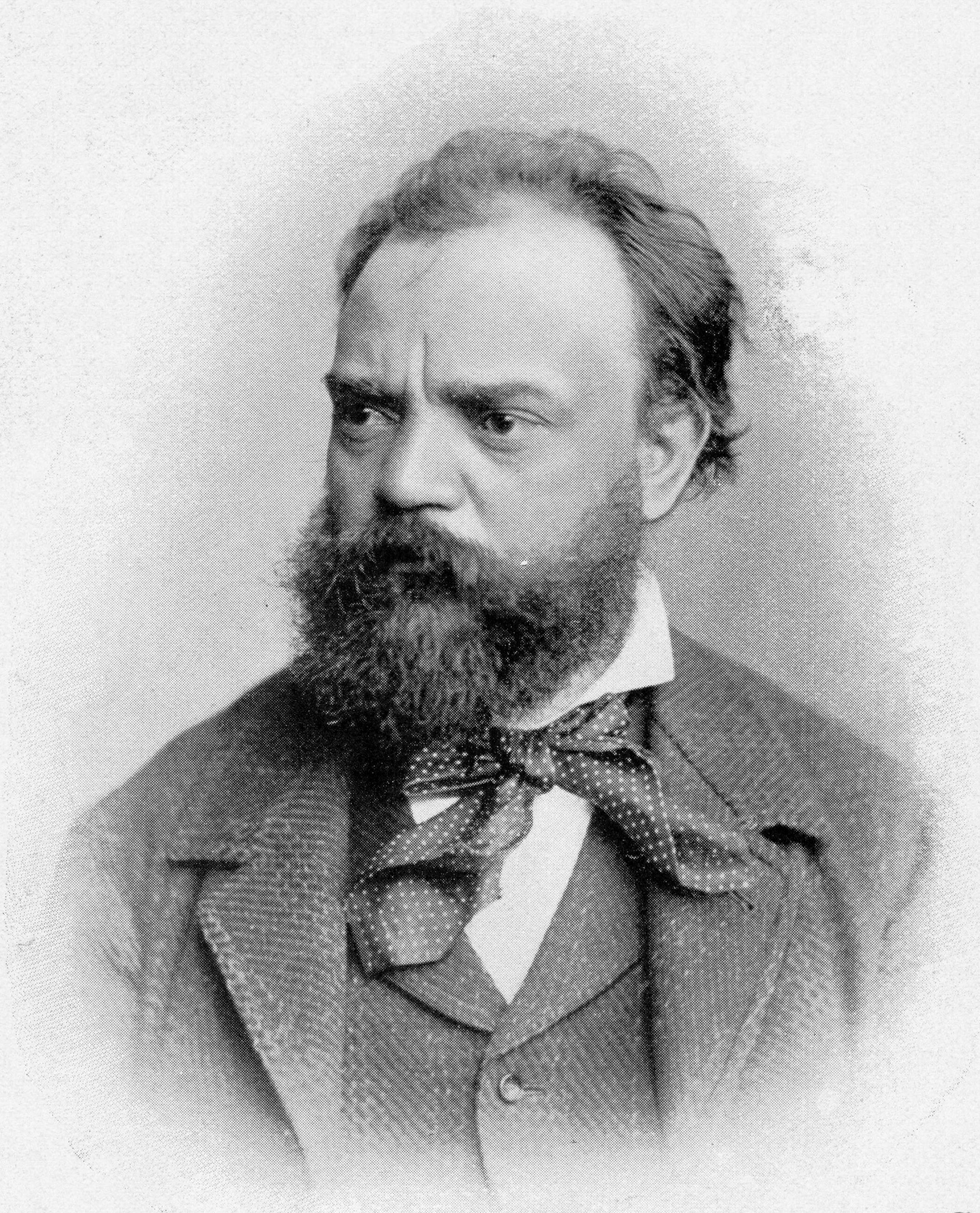
Antonín Dvořák

Česká hudba má své kořeny v nejméně 1000 let staré duchovní hudbě. Nejstarší duchovní píseň v českých zemích byla staroslověnská: Hospodine, pomiluj ny. Vznikla na konci 10. století, nebo počátku 11. století. Původ je zřetelně staroslověnský, pronikly do ní ovšem i prvky staročeštiny (patrně v průběhu času).
První duchovní píseň ve staročeštině Svatý Václave, vévodo české země (též Svatováclavský chorál) vznikla ve 12. století. Zapsána byla ale až ve 14. století v kronice Beneše Krabice z Veitmile. Podobně významná je Ostrovská píseň. Zabývá se přítomností Krista ve svátosti oltářní. Zapsána byla v kodexu kláštera z Ostrova u Davle, podle prvního verše se jí též říká Slovo do světa stvorenie. Má na rozdíl od svatováclavského chorálu již složitější básnickou formu.
Významným centrem středověké hudby byla Šumava. První hudební paměti zde pocházejí z knihovny cisterciáckého kláštera ve Vyšším Brodě, založeného roku 1259. Například rukopis č. 42 z roku 1410 zde popisuje píseň Jezu Kriste, ščedrý kněže, kterou si zpívali také husité. Husitskou písňovou tvorbu, tedy tvorbu přelomu 14. a 15. století, zachoval Jistebnický kancionál (zejm. Ktož jsú boží bojovníci a Povstaň, povstaň veliké město pražské).
Důležitou etapou ve vývoji české hudby bylo baroko (17. a 18. století). Tehdy se hudba ustavila jako samostatný profesionální obor. Za první české hudební skladatele lze považovat barokní tvůrce jako byli Heinrich Biber, Antonín Rejcha, Jan Václav Stamic, Josef Mysliveček, Jan Dismas Zelenka, Jan Ladislav Dusík, Jiří Antonín Benda, František Xaver Richter, Jan Křtitel Vaňhal, František Xaver Brixi, Leopold Koželuh či Adam Michna z Otradovic. V národním obrození na barokní hudbu bezprostředně navázali Jan Jakub Ryba či Václav Jan Křtitel Tomášek.
Toto byla základna, na níž se ve druhé polovině 19. století mohli postavit klíčoví autoři moderní české vážné hudby, především Bedřich Smetana (zejm. Má vlast) a Antonín Dvořák, nejslavnější český skladatel ve světě (zejm. Novosvětská).
Tradice pak pokračovala s neztenčenou silou: Leoš Janáček, Bohuslav Martinů, Josef Suk, Vítězslav Novák, Zdeněk Fibich, Josef Bohuslav Foerster, Alois Hába, Ervín Schulhoff, Pavel Haas, Viktor Ullmann či Petr Eben. Na Moravě se narodil světově proslulý skladatel Gustav Mahler.
Prosadili se i interpreti. Dirigenti Rafael Kubelík, Václav Talich, Václav Neumann nebo Karel Ančerl. Houslisté Jan Kubelík, František Benda, Vojtěch Živný nebo Jan Křtitel Václav Kalivoda. Violoncellista David Popper či cembalistka Zuzana Růžičková. Také pěvkyně Ema Destinnová, z těles pak orchestr Česká filharmonie.
Krátce po druhé světové válce také vznikl významný hudební festival vážné hudby Pražské jaro.
Češi se ve 20. století ujali i v nových žánrech. V jazzu Jaroslav Ježek, v operetě Oskar Nedbal, v populární hudbě Jan Hammer nebo Karel Svoboda, v hudbě folkové Karel Kryl či Jaromír Nohavica. V reakci na populární dechovou hudbu rakouskou (zejména vojenskou) se rozvinula i její specifická česká verze, především díky Františku Kmochovi. Ve světě nejznámější české melodie jsou dodnes právě ty dechovkové (zejm. Vjezd gladiátorů Julia Fučíka a Škoda lásky Jaromíra Vejvody).

## Výtvarné umění

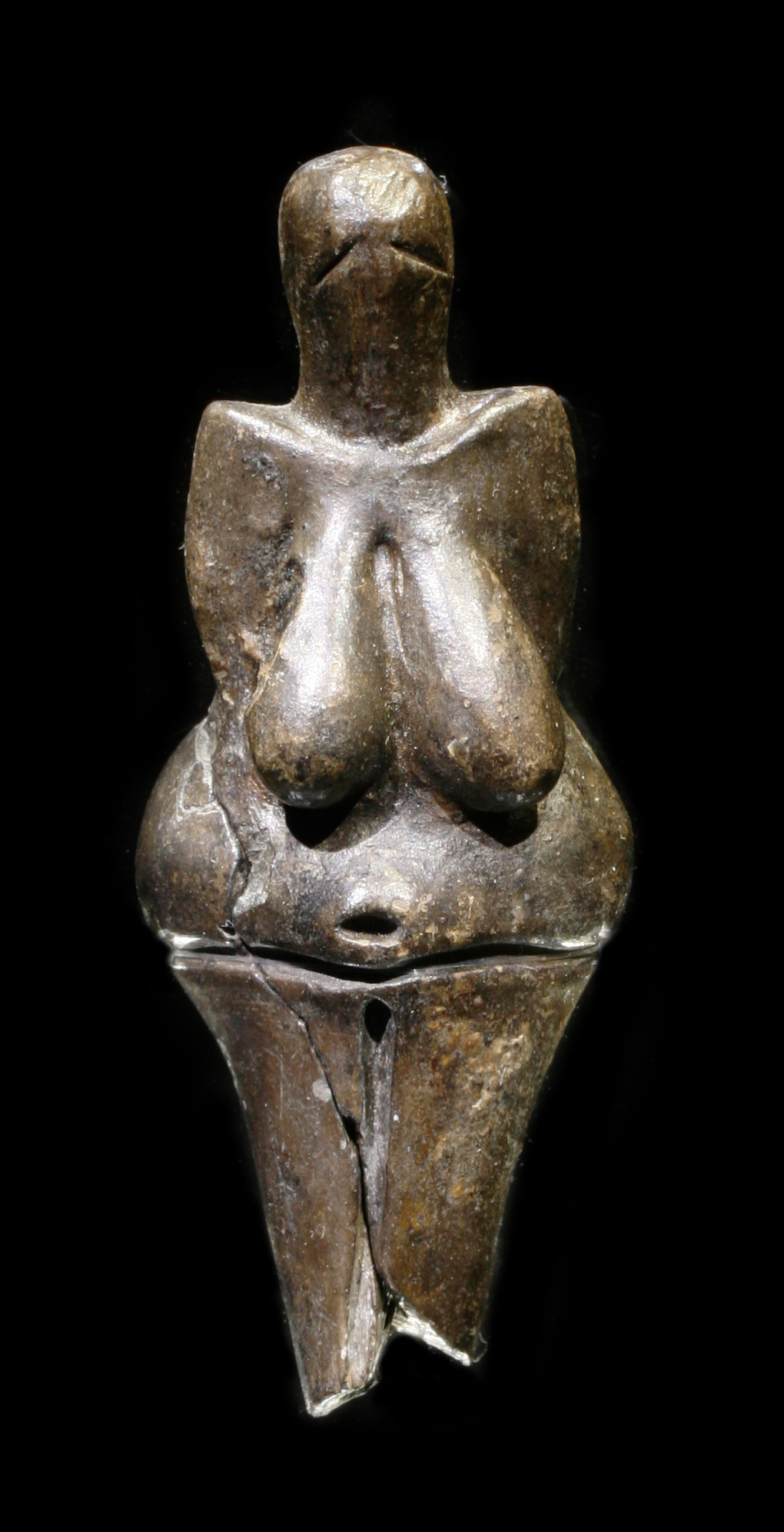
Věstonická venuše

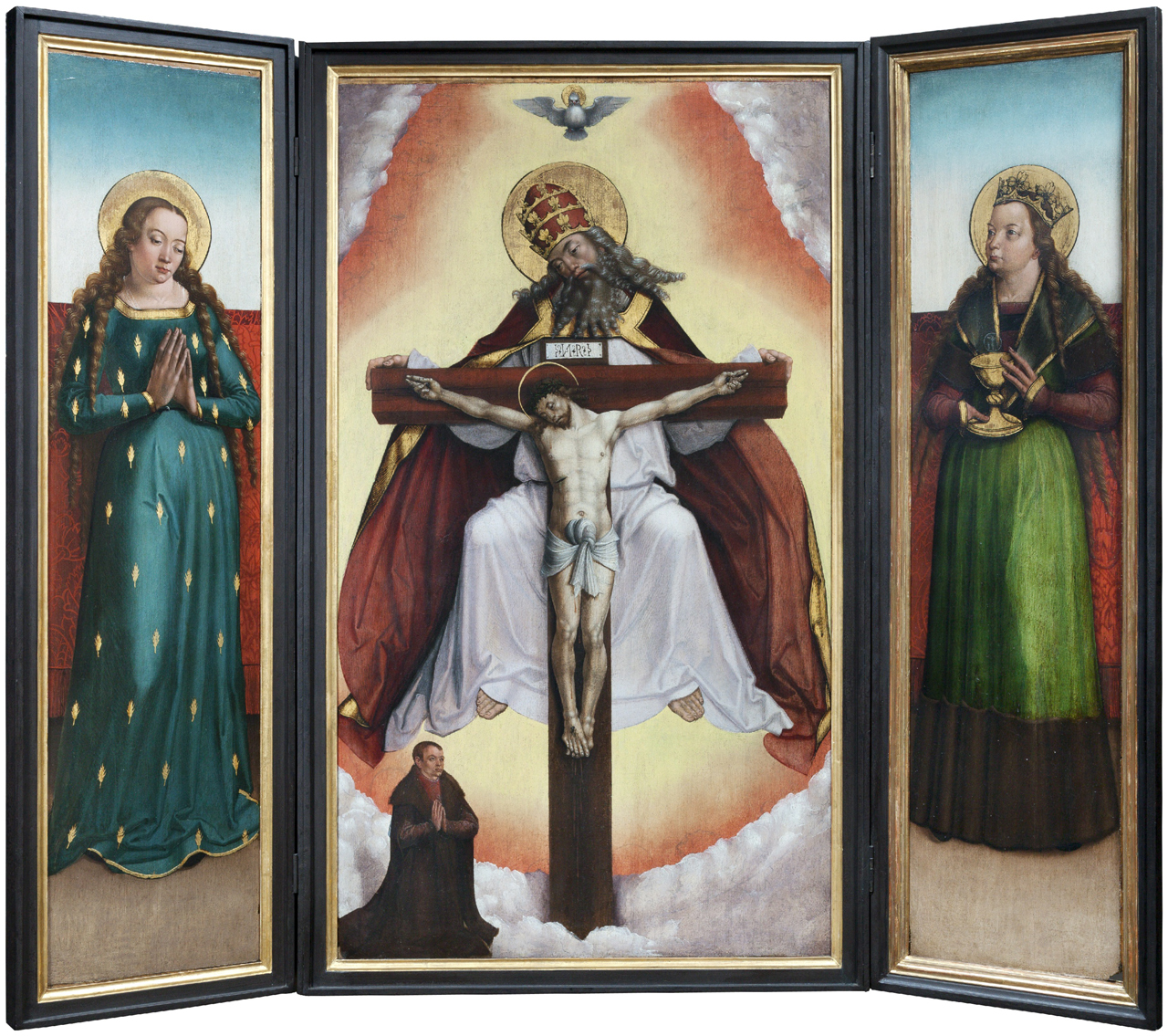
Oltář s Nejsvětější Trojicí od Mistra litoměřického oltáře

U prvního a také zdaleka nejslavnějšího českého výtvarného díla autora neznáme. Jde o sošku Věstonické venuše, patrně nejstarší keramickou sošku na světě, která vznikla v mladším paleolitu a byla nalezena roku 1925 na jižní Moravě.
Většina výtvarných umělců však byla anonymních ještě v éře gotické, malířství bylo tehdy ostatně vnímáno jako řemeslo, v němž autor není tak podstatný, a nikoli jako umění. O umělcích této doby hovoříme za pomoci pojmů jako Mistr litoměřického oltáře, Mistr třeboňského oltáře, Mistr vyšebrodského oltáře či Mistr Theodorik.

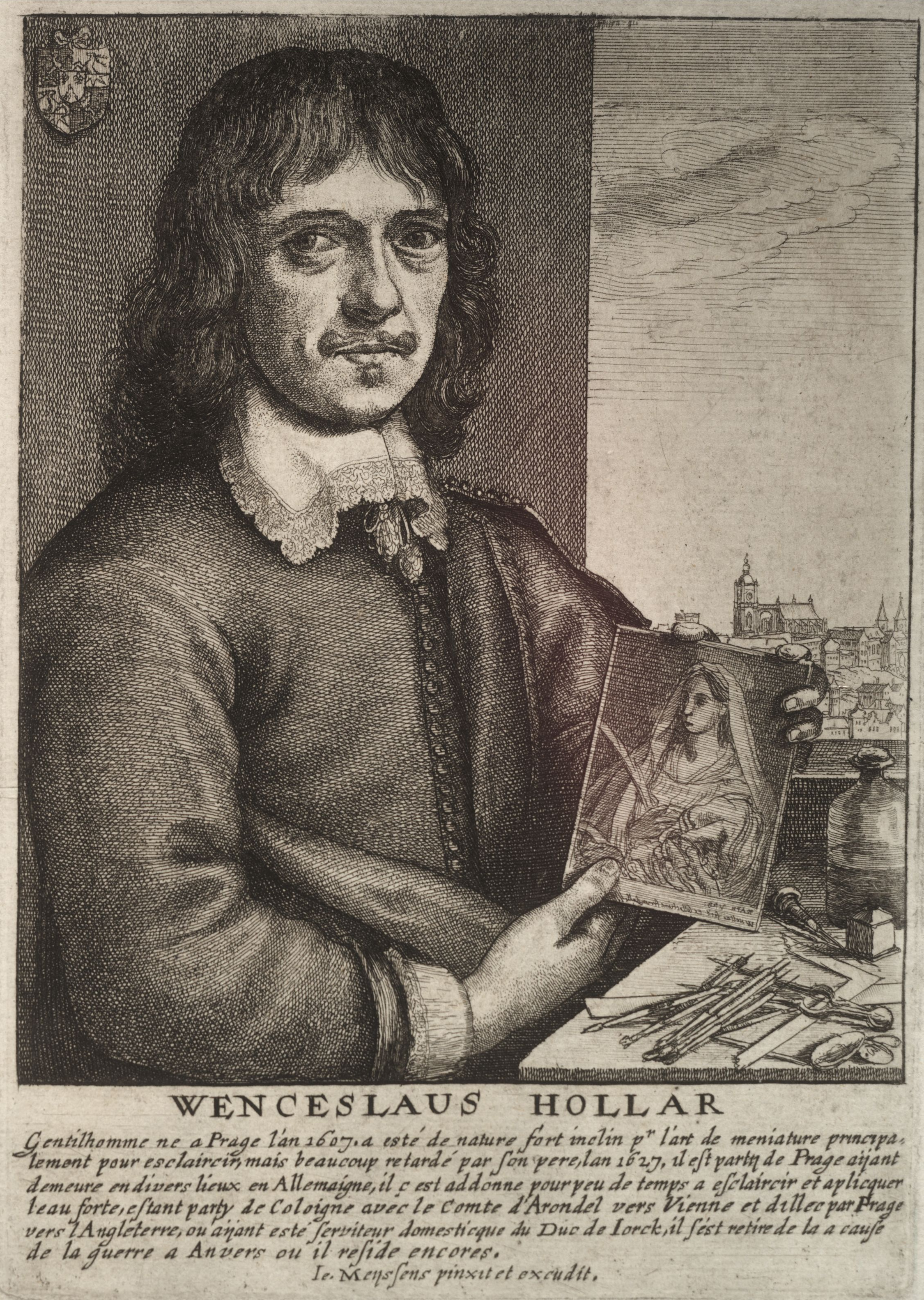
Václav Hollar na autoportrétu

Autorské malířství přišlo na scénu v baroku. K nejvýznamnějším českým barokním malířům patřili Karel Škréta, Jan Kupecký a Petr Brandl. Zcela zvláštní postavení měl Václav Hollar, který proslul svými rytinami. Vrcholná sochařská díla v té éře vytvořili Matyáš Bernard Braun a Ferdinand Maxmilián Brokoff.
V první polovině 19. století probíhal proces českého národního obrození, ovšem obrozenci na malířství nekladli takový důraz jako na literaturu, divadlo či vědu. Malířství zůstávalo na pozici řemesla, přičemž v krajinářství vynikal Josef Matěj Navrátil, v portrétu a zátiší Karel Purkyně.
Zlom přišel v polovině 19. století, kdy do českých zemí dorazila vlna romantismu a realismu. Nejvýznamnějším představitelem malířského romantismu byl Josef Mánes, dnes známý především díky výzdobě pražského orloje. Realistickou malbu zvolil například Jaroslav Čermák.
Se 70. a 80. lety nastoupila tzv. Generace Národního divadla, tedy tvůrci, kteří se nějak podíleli na výzdobě právě stavěné "Zlaté kapličky": Mezi nimi se největšího mezinárodního ohlasu dostalo Mikoláši Alšovi. K dalším členům generace patřili Vojtěch Hynais, Julius Mařák, Václav Brožík, Jakub Schikaneder, František Ženíšek či Josef Tulka. K této generaci patřil i sochař Josef Václav Myslbek.

Většina z autorů Generace Národního divadla nadále oscilovala mezi romantickou a realistickou malbou, zejména krajiny. To však brzy některým autorům nestačilo. Krajinář Antonín Chittussi začal měnit techniku krajinomalby až tak, že se dostal na pokraj impresionismu. Vrcholným představitelem tohoto směru se pak stal Antonín Slavíček. Dílo Luďka Marolda je zase někdy označováno za předzvěst malby secesní.

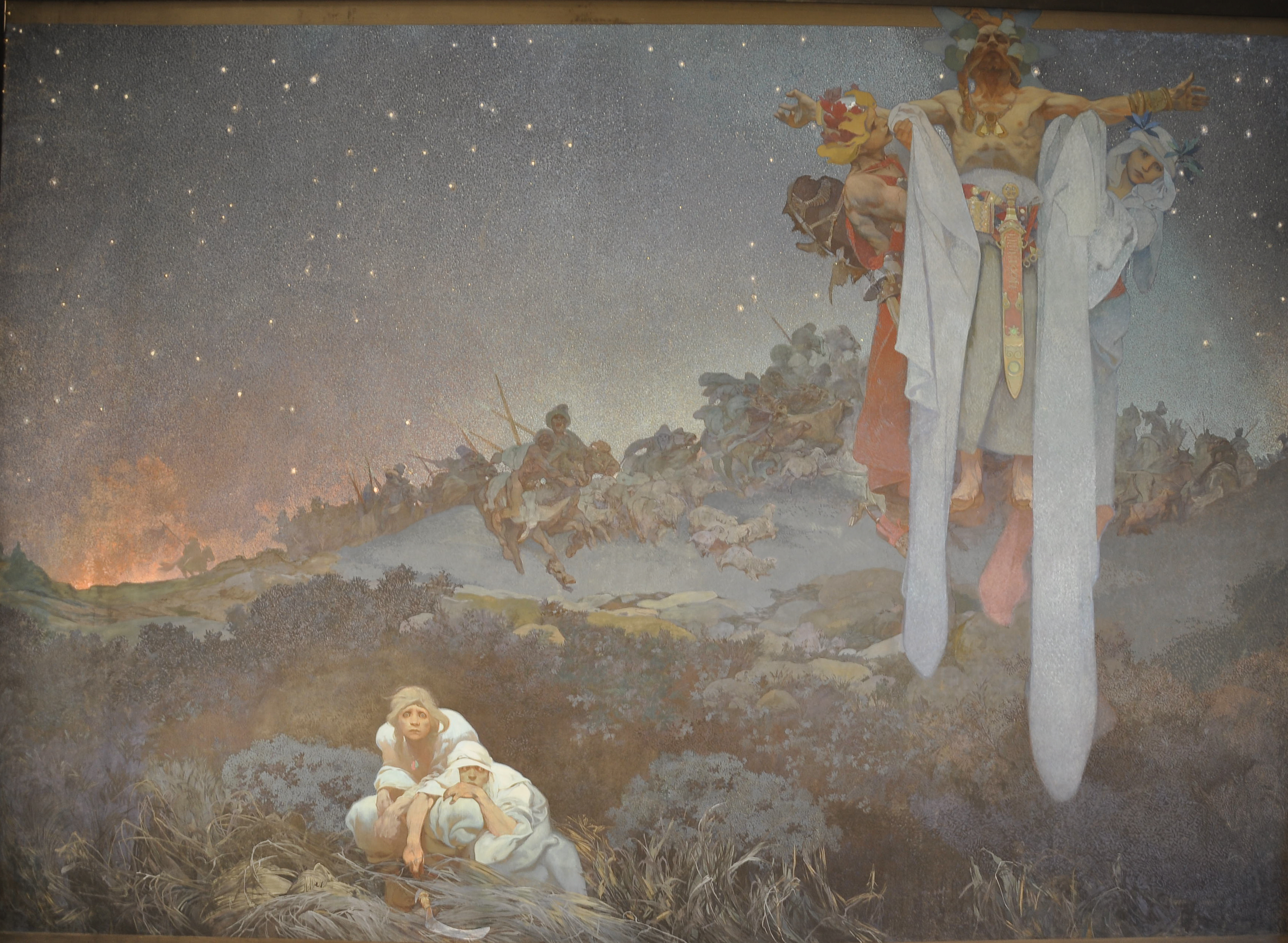
Slovanská epopej (1912)

Právě secese pak patří ke klíčovým směrům, které se vynořily na konci 19. století. V českém prostředí sehrála mimořádnou roli. Její hlavní představitel, Alfons Mucha, je dnes nejznámějším českým malířem ve světě. Mucha se proslavil krom svých známých plakátů také cyklem 20 velkoformátových obrazů Slovanská epopej, která shrnuje dějiny českého národa a Slovanů. Vystavena je ve Veletržním paláci v Praze, bývala v Moravském Krumlově. K secesi lze řadit i dílo Maxe Švabinského a Jana Preislera. Patří k ní i významní sochaři: František Bílek, Jan Štursa či Ladislav Šaloun.

Secese provokovala svým sklonem k užitkovosti, avšak jinak ctila techniky klasické a akademické. Proti těm se však na konci století začaly bouřit nové směry. Především expresionismus. Do české expresionistické skupiny Osma patřili Bohumil Kubišta, Emil Filla či Otakar Kubín. Členové Osmy pak přecházeli ke kubismu, dalšímu novému avantgardnímu směru.

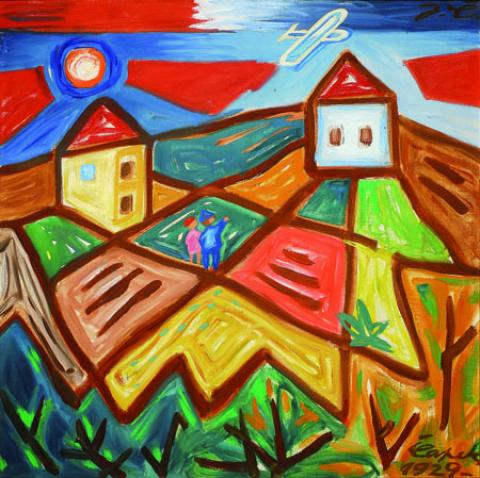
Letadlo od Josefa Čapka

Právě avantgarda začala v první polovině 20. století určovat směr. Od kubismu k čisté abstraktní malbě došel František Kupka. Doznívající kubismus hledající nové formy vyjádření byl pěstován ve skupině Tvrdošíjní (zejm. Josef Čapek, Jan Zrzavý a sochař Otto Gutfreund). Členové avantgardního Devětsilu se pak nadchli pro surrealismus (Toyen, Jindřich Štyrský, Josef Šíma).
Avantgardě navzdory si svou cestou šel Josef Lada - a i on dnes patří k nejslavnějším českým malířům ve světě.
Ve druhé polovině 20. století autoři povětšinou rozvíjeli objevy avantgardní revoluce - v abstraktní tvorbě to byl například Vladimír Vašíček, část díla jí věnoval Oldřich Lajsek, Mikuláš Medek, Vladimír Boudník aj. Na surrealistickou hravost, zejména ve svých známých kolážích, navazoval v exilu působící Jiří Kolář či doma tvořící Jan Švankmajer. Zcela nového směru zvaného pop-art se dotkl Kája Saudek. Na konci 80. let vystoupili členové skupiny Tvrdohlaví (Jiří David, Petr Nikl, Jaroslav Róna).
Nejznámějšími představiteli české umělecké fotografie jsou František Drtikol, Josef Sudek, Jan Saudek či Josef Koudelka.
V českém výtvarném umění hraje významnou roli knižní ilustrace, karikatura a kreslený film. Mistrem karikatury byl František Gellner, v knižní ilustraci vynikli Viktor Oliva, Josef Lada, Jiří Trnka, Zdeněk Burian, Adolf Born či Květa Pacovská, která za knižní ilustrace roku 1992 získala Cenu Hanse Christiana Andersena od Mezinárodního sdružení pro dětskou knihu. V kresleném filmu se prosadili Zdeněk Smetana či Zdeněk Miler.
K významným německým malířům narozeným v českých zemích patřili Anton Raphael Mengs, Gabriel Max, Josef Führich či Emil Orlik.

## Architektura

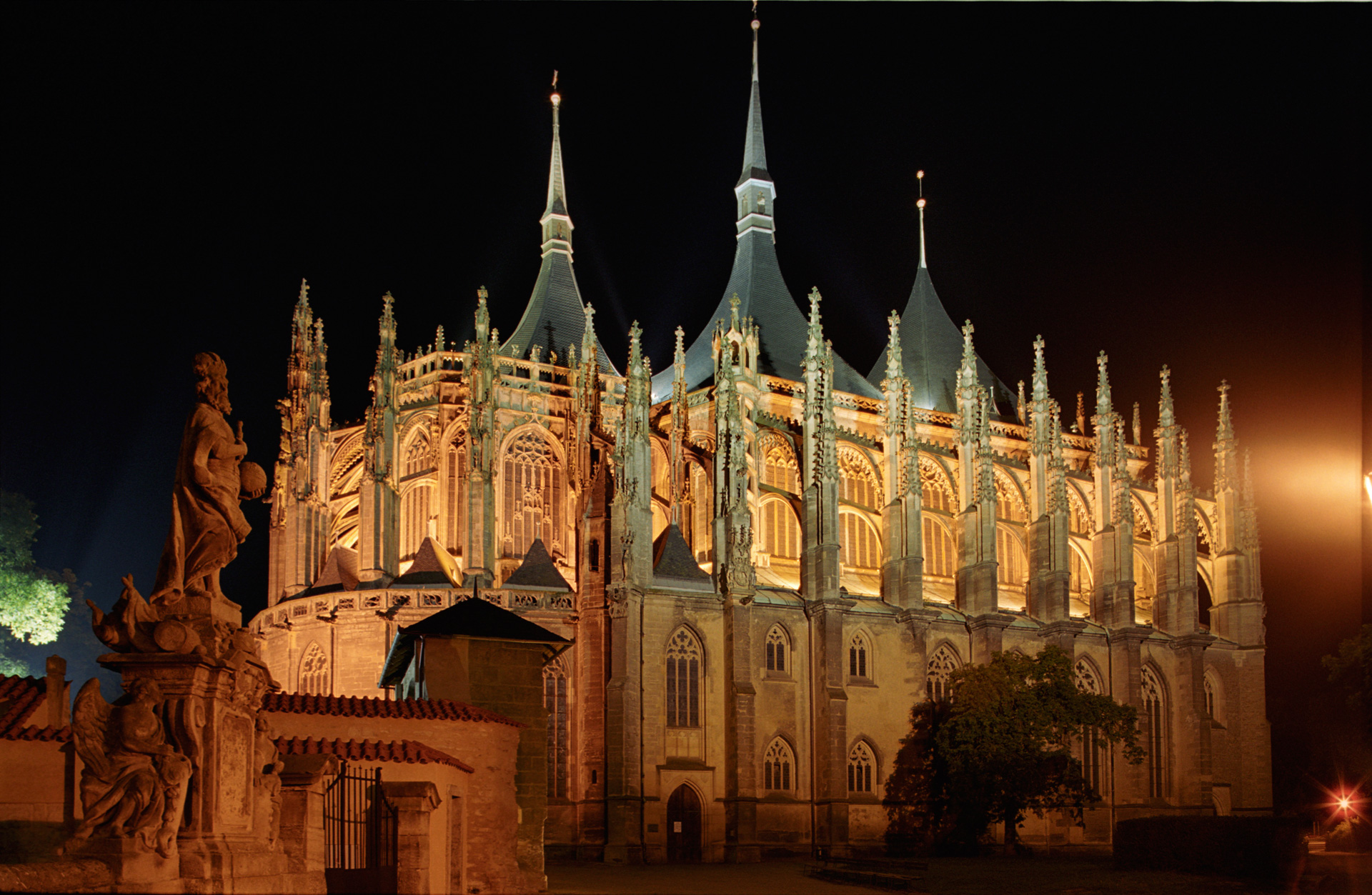
Chrám svaté Barbory v Kutné Hoře

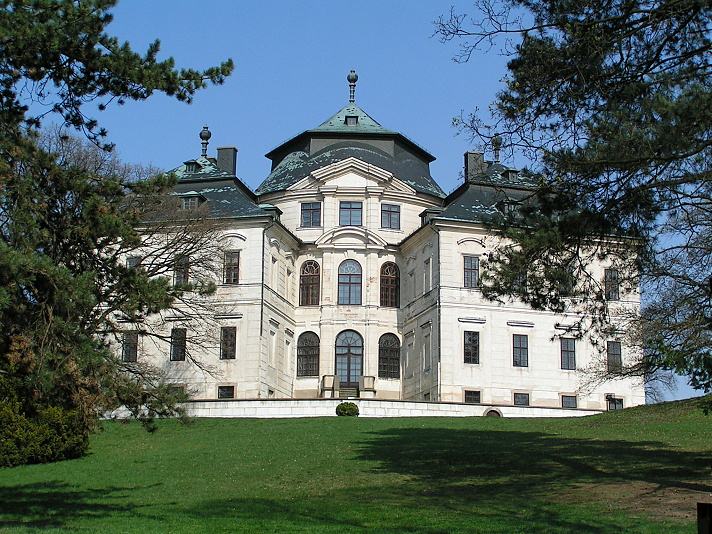
Karlova Koruna

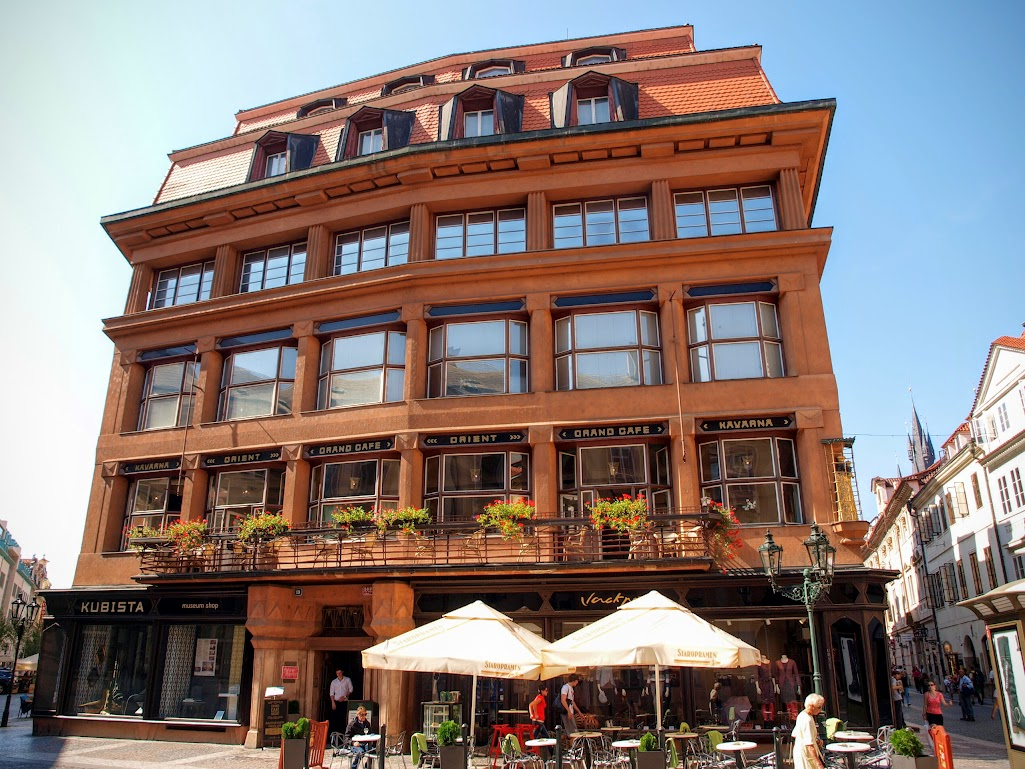
Dům U černé Matky Boží

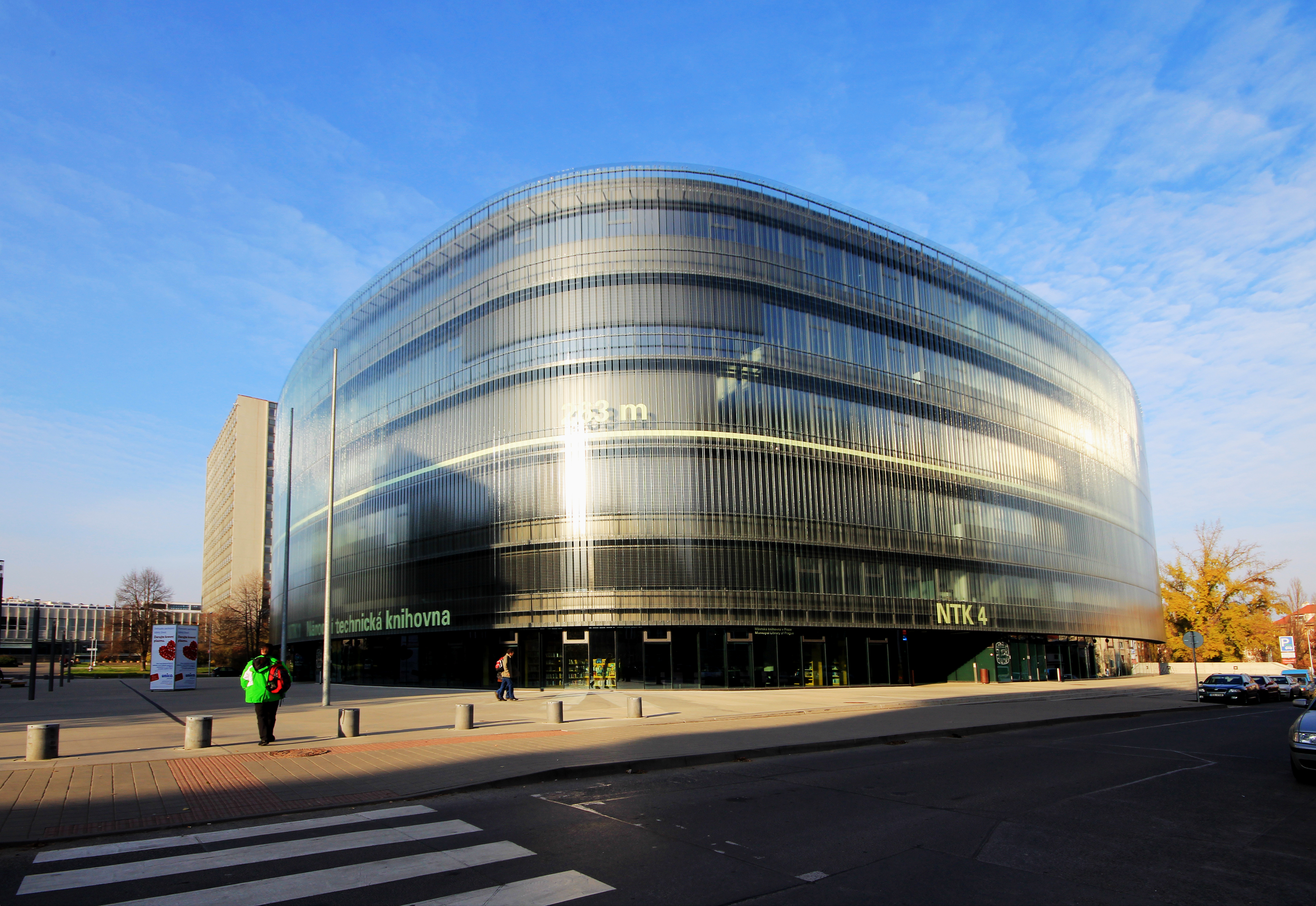
Národní technická knihovna

Gotická architektura v českých zemích vrcholila za Karla IV. Ten nechal v Praze postavit ve vrcholně gotickém slohu Karlův most a rozjela se velkorysá výstavba katedrály sv. Víta, s pomocí architekta Petra Parléře a jeho syna Jana Parléře. Jako schránku nových korunovačních klenotů, které nechal Karel vytvořit, dal ve středních Čechách vystavět hrad Karlštejn, jehož architektem byl Matyáš z Arrasu.
Dalšího vrcholu dosáhla gotika v éře vlády Jagellonců (též se hovoří o vladislavské či jagellonské gotice). Vladislav Jagellonský zahájil velkolepou přestavbu Pražského hradu a povolal ze Saska stavitele Benedikta Rejta, který v Čechách mimo jiné vytvořil Vladislavský sál a chrám svaté Barbory v Kutné Hoře, na jehož výstavbě se podílel další známý stavitel Matěj Rejsek, autor pražské Prašné brány. Antonín Pilgram v té době zanechal otisky pozdní gotiky v Brně. (viz též Gotická architektura v Česku)
Také v éře barokní v českých zemích působili významní architekti jako Carlo Lurago (Klementinum), Francesco Caratti (Černínský palác), Jan Baptista Mathey (Arcibiskupský palác, Toskánský palác, letohrádek v Tróji), Jan Blažej Santini-Aichel (kostel na Zelené hoře), František Maxmilián Kaňka (Karlova Koruna), Kryštof Dientzenhofer (kostel svaté Markéty v Břevnovském klášteře) nebo jeho syn Kilián Ignác Dientzenhofer (malostranský i staroměstský kostel sv. Mikuláše). (viz též Barokní architektura v Česku)
Významná byla v české architektuře vlna secese na přelomu 19. a 20. století (zejm. Obecní dům v Praze, z architektů Antonín Balšánek, Osvald Polívka, Josef Fanta, Jan Letzel), těsně před válkou pak kubismu, což bylo českou specialitou (dům U Černé Matky Boží Josefa Gočára, Kovařovicova vila Josefa Chochola).
Od 20. let 20. století architektura tíhla k funkcionalismu (Veletržní palác v Praze, Baťův mrakodrap ve Zlíně, vila Tugendhat v Brně, Památník Tomáše Bati ve Zlíně), k jeho představitelům patřili Jan Kotěra a Josef Gočár. V Praze v té době pracoval i významný slovinský architekt Josip Plečnik (zejm. kostel Nejsvětějšího Srdce Páně na náměstí Jiřího z Poděbrad v Praze). Pavel Janák se tehdy rovněž pokusil vytvořit "národní sloh", kombinaci lidové a moderní architektury (zejm. krematorium v Pardubicích a palác Adria v Praze). Podobnou cestou šel Dušan Jurkovič.
Z architektury 2. poloviny 20. století je stále více doceňována česká verze brutalismu, zejména z dílny Věry Machoninové a jejího manžela Vladimíra Machonina (dům bytové kultury v Praze, hotel Thermal v Karlových Varech, obchodní dům Kotva v Praze, velvyslanectví ČSSR v Berlíně). Z dalších brutalistických staveb je připomínáno zejména československé velvyslanectví v Londýně architektů Jana Bočana, Jana Šrámka a Karla Štěpánského, hotel Intercontinental v Praze od Karla Bubeníčka a Karla Filsaka či stavby Karla Pragera (budova bývalého Federálního shromáždění, Nová scéna Národního divadla). Nejoceňovanější stavbou této doby však byl vysílač na Ještědu od Karla Hubáčka.
V polistopadové architektuře výraznou roli sehrálo dílo Franka Gehryho a Vlado Miluniće Tančící dům v Praze, které přímo inicioval Václav Havel, a jež bývá uváděno jako symbol postmoderní architektury. Z významných světových architektů v té době v Praze tvořil ještě Jean Nouvel (Zlatý Anděl na pražském Smíchově), ale nakonec se ukázalo, po opadnutí porevolučního nadšení, že velká architektonická jména bude obtížné do ČR přilákat. Z projektů domácích architektů si největší kredit získal projekt Národní technické knihovny v pražských Dejvicích. Hojně diskutovaný projekt nové budovy Národní knihovny Jana Kaplického zůstal jen na papíře.
Českými rodáky byli i významní architekti Adolf Loos, Josef Hoffmann, Joseph Maria Olbrich či Balthasar Neumann. Podíleli se na rozvoji zejména Vídně, stejně jako český stavitel Josef Hlávka.

## Videoherní tvorba
V sedmdesátých a hlavně osmdesátých letech se v Česku objevilo nové odvětví kulturní tvorby – počítačové hry. To se začalo rozvíjet hlavně po roce 1994, kdy vyšlo Tajemství Oslího ostrova. Poté následovaly, v Česku poměrně úspěšné a populární hry jako Dračí historie, Fish Fillets či Brány Skeldalu. V roce 1999 se povedlo v zahraničí uspět hře Hidden & Dangerous. V příštích letech následovaly mezinárodně úspěšné herní tituly, jako Operace Flashpoint, Mafia: The City of Lost Heaven či Vietcong. V Česku funguje několik světově známých herních studií, jako 2K Czech, Bohemia Interactive Studio, SCS Software, Amanita Design nebo Madfinger Games. Od roku 2010 jsou české hry oceňovány na Anifilmu v rámci soutěže Česká hra roku a v letech 2011 až 2013 v rámci soutěže Booom. Lze se setkat s názorem, že videohry jsou největším kulturním exportem České republiky.

## Populární kultura

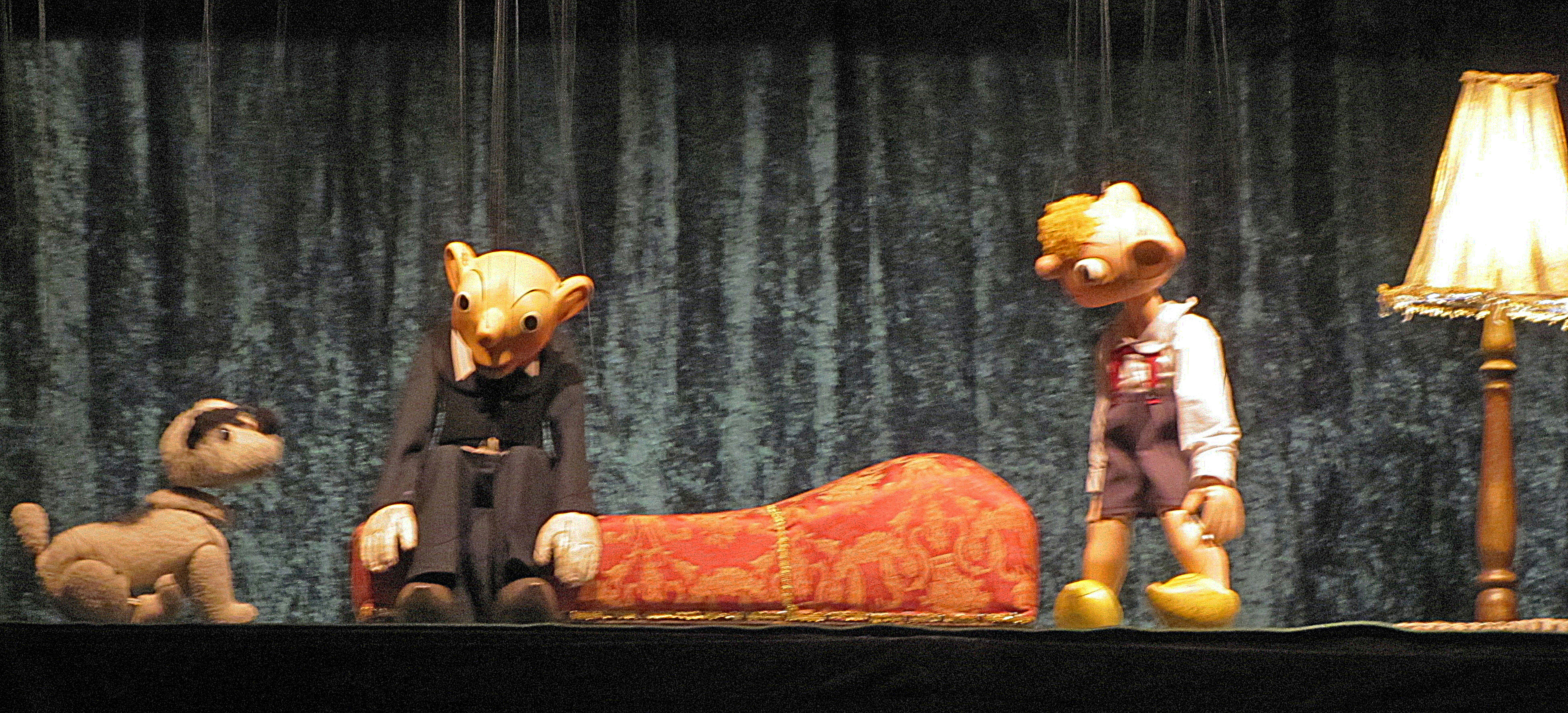
Spejbl a Hurvínek

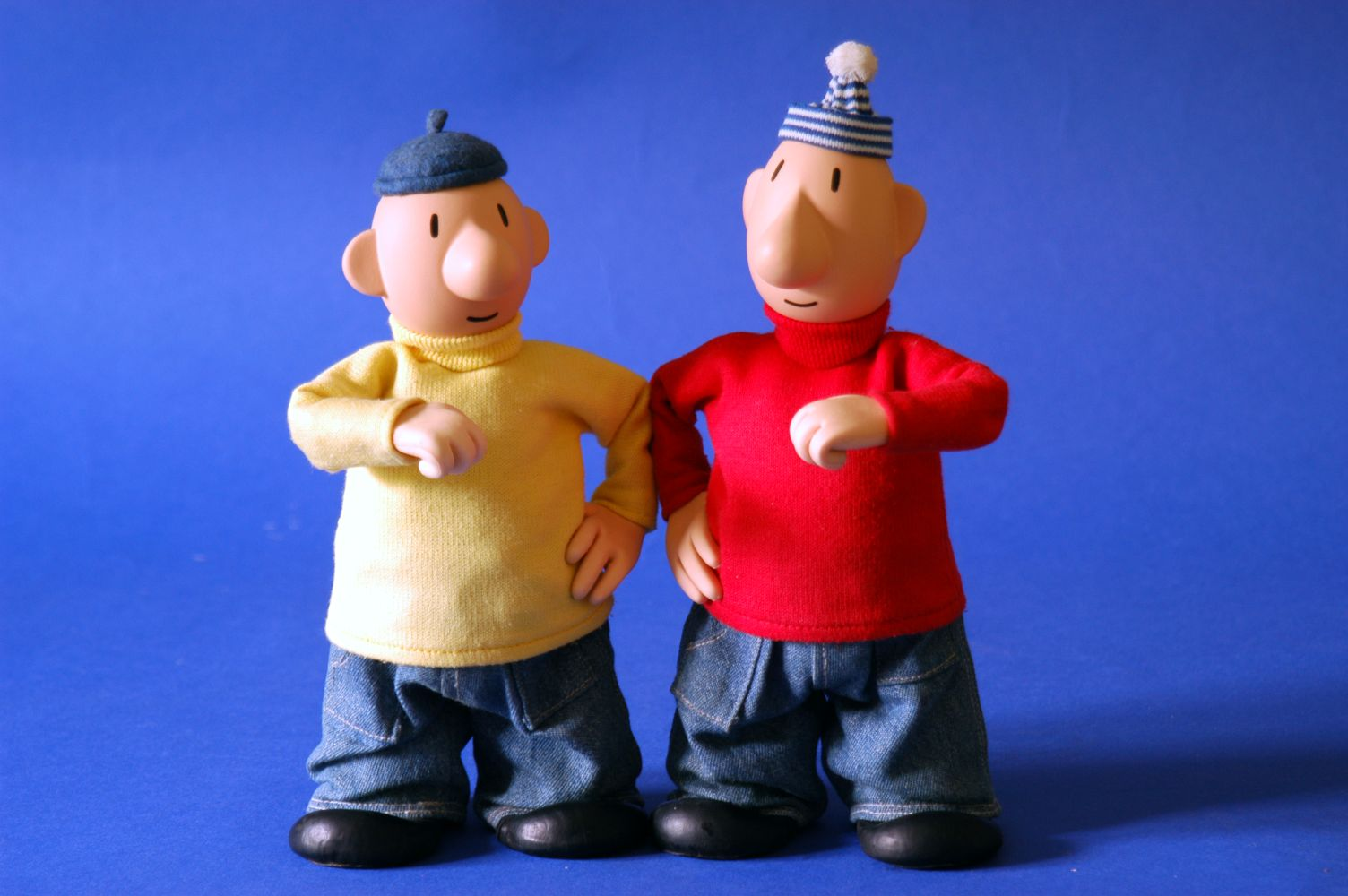
Pat a Mat

Krom kultury vysoké a lidové se v českých zemích, jako všude jinde, rozvíjela od počátků 19. století i kultura populární. Některé popkulturní fenomény jsou pevně usazeny v českém kolektivním vědomí a slouží nezřídka i k národní sebeidentifikaci. Anketa České televize Kniha mého srdce z roku 2009 například ukázala masovost obliby literárních postav, jako jsou sluha Saturnin z humoristického románu Zdeňka Jirotky, Švejk z románu Haškova či Rychlé šípy z chlapeckých románů a komiksů Jaroslava Foglara. Podobná anketa o Největšího Čecha zase ukázala roli humoristického fenoménu Járy Cimrmana. Význačnou roli sehrává též dvojice loutek, které vytvořil za první republiky Josef Skupa: Spejbl a Hurvínek. Skupa tím navázal na velkou českou loutkářskou tradici, spjatou mimo jiné se jménem Matěje Kopeckého. Z dětské literatury vzešla podobně populární postavička Ferdy Mravence (a jeho souputníka Brouka Pytlíka), kterou stvořil Ondřej Sekora. K nejpopulárnějším českým komiksům patří Čtyřlístek. Zdrojem podobných popkulturních fenoménů se v 2. polovině 20. století stal film a především televize - cyklus televizních Večerníčků přinesl populární postavičky jako Krteček Zdeňka Milera, Bob a Bobek či Pat a Mat Vladimíra Jiránka, Maxipes Fík Jiřího Šalamouna, Křemílek a Vochomůrka či Rákosníček Zdeňka Smetany, Mach a Šebestová Adolfa Borna či Rumcajs Radka Pilaře. Kvalitní televizní a filmová tvorba pro děti 70. a 80. let 20. století zase přinesla fenomény jako Pan Tau. Nejvýraznější postavou české pop-music, která se začala formovat od 50. let, je dlouhodobě zpěvák Karel Gott.

## Festivaly, přehlídky, ceny

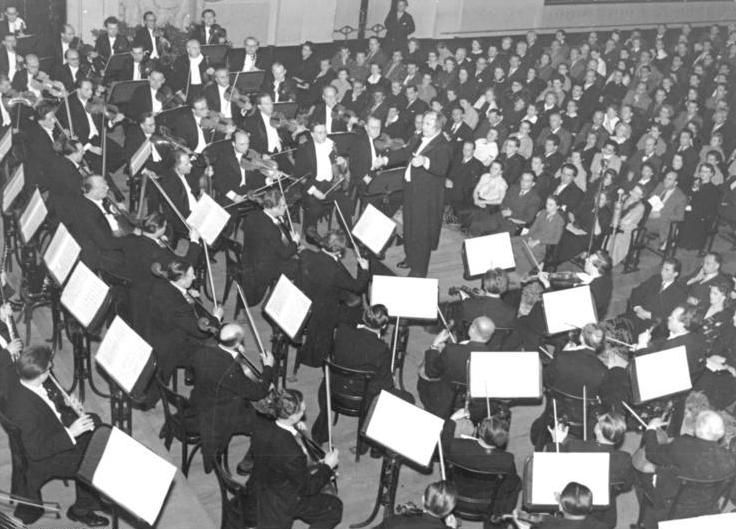
Pražské jaro 1954

Kulturní a společenské dění pravidelně vrcholí na různých festivalech a přehlídkách. K největším festivalům vážné hudby patří Pražské jaro, Smetanova Litomyšl a Janáčkovy Hukvaldy. V oblasti jazzu je to Jazz Goes to Town v Hradci Králové, Bohemia JazzFest pořádaný v různých městech současně a Prague Proms.
Největším tanečním festivalem je Tanec Praha. V oblasti výtvarného umění je to přehlídka Praguequadriennale, zcela zvláštní výtvarnou akcí je pak Festival světla Signal, pravděpodobně nejnavštěvovanější kulturní akce v ČR.
K velkým divadelním akcím patří tradiční festival amatérského divadla Jiráskův Hronov, loutkářská Skupova Plzeň či na moderní cirkus a akrobacii zaměřená Letní Letná. Divadlo i hudbu spojuje festival v bohnické psychiatrické léčebně Mezi ploty. Největšími knižními akcemi jsou Svět knihy a Festival spisovatelů Praha.

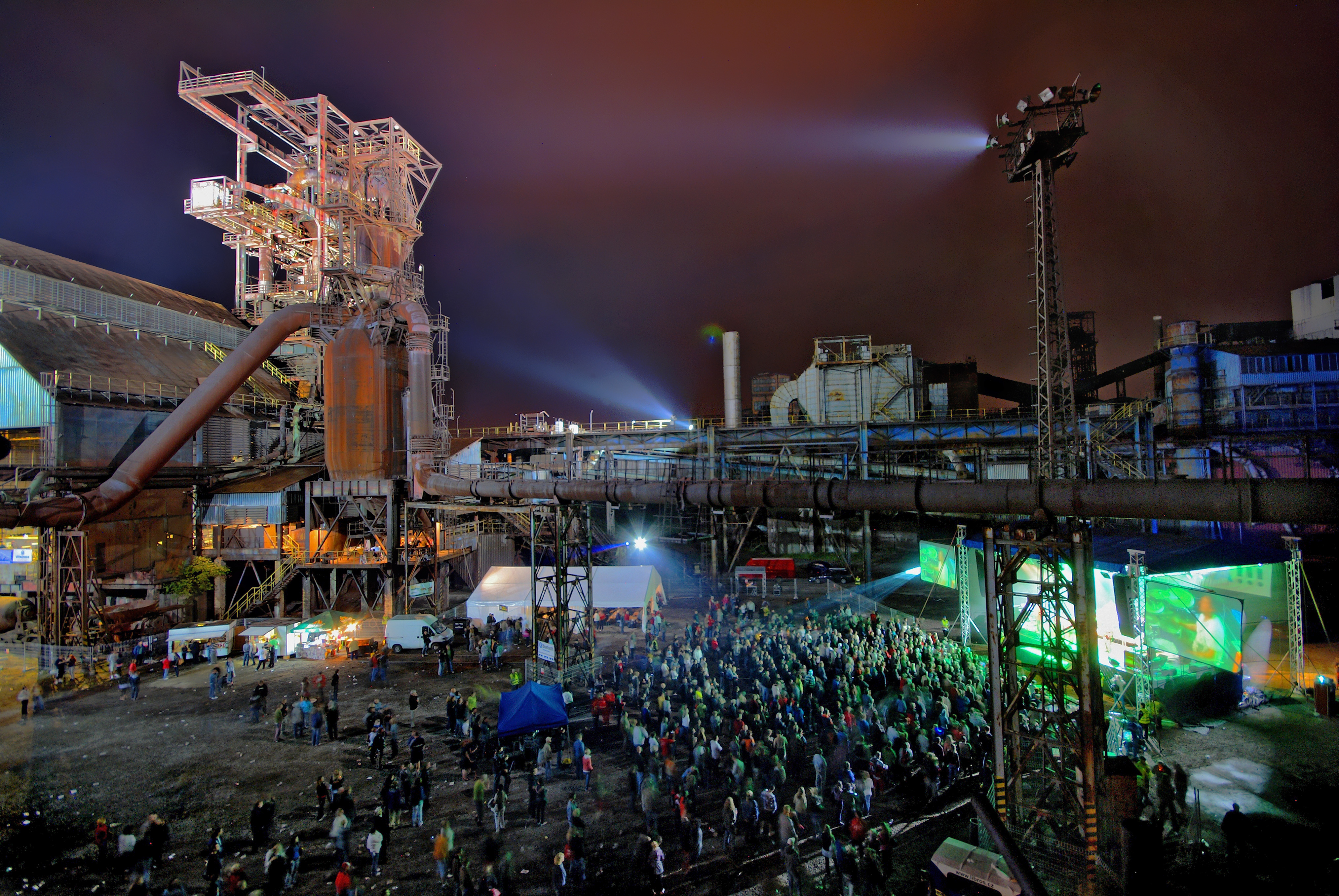
Colours of Ostrava

V oblasti rockové a popové hudby jsou největšími festivaly Rock for People, Colours of Ostrava, Trutnov Open Air Festival, Benátská noc, Hrady CZ, Votvírák, United Islands of Prague, Sázavafest či Mácháč. V oblasti rapu a hip hopu je největší akcí Hip Hop Kemp u Hradce Králové, největšími metalovými festivaly jsou Masters of Rock ve Vizovicích a Brutal Assault v Josefově, v oblasti taneční hudby Beats for Love ve Vítkovicích a Mighty Sounds. Největší akcí lidové hudby je tradičně Mezinárodní folklorní festival Strážnice.
Největším a nejtradičnějším filmovým festivalem je Mezinárodní filmový festival Karlovy Vary. Jemu se snaží širokým záběrem konkurovat Febiofest. Další festivaly mají užší žánrové zaměření - na dětský film se zaměřuje Film festival Zlín, na film kreslený a loutkový Anifest, na film dokumentární Jeden svět a Jihlava, výhradně české filmy mohou na festival Finále Plzeň. Dlouhou tradici má mezinárodní televizní festival Zlatá Praha.
Tradičními přehlídkami průmyslovými jsou brněnský strojírenský veletrh a zemědělská výstava Země živitelka v Českých Budějovicích.
Ke společensko-kulturním událostem patří rovněž udílení různých cen. Největší prestiži se těší cena Český lev pro filmaře, Ceny Thálie pro divadelníky, Ceny Anděl pro hudebníky, Sportovec roku či ceny Česká hlava pro vědce.